# Bitwa pod Krasnem (IX 1920)
Bitwa pod Krasnem – walki polskiej 6 Dywizji Piechoty gen. Mieczysława Lindego z oddziałami sowieckiej grupy Jakira w czasie ofensywy jesiennej wojsk polskich w okresie wojny polsko-bolszewickiej.

## Geneza
Od 1 do 3 września grupa gen. Władysława Jędrzejewskiego w składzie 5 Dywizja Piechoty oraz 6 Dywizja Piechoty prowadziła walki na kierunku Gliniany i Stronibaby. Działania grupy zmusiły Sowietów do opuszczenia Krasnego, a 3 września miasto obsadził 17 pułk piechoty.

## Walczące wojska
| Jednostka                      | Dowódca                      | Podporządkowanie     |
| Wojsko Polskie                 |                              |                      |
| dowództwo 6 Dywizji Piechoty   | gen. Mieczysław Linde        | 6 Armia              |
| ⇒ 17 pułk piechoty             | mjr Ignacy Oziewicz          | 6 Dywizja Piechoty   |
| ⇒ 16 pułk piechoty             | mjr Henryk Więckowski        | 6 Dywizja Piechoty   |
| ⇒ 20 pułk piechoty             | ppłk Stanisław Schuster-Kruk | 6 Dywizja Piechoty   |
| ⇒ 12 pułk piechoty             | mjr Franciszek Alter         | 6 Dywizja Piechoty   |
| Armia Czerwona                 |                              |                      |
| dowództwo grupy Jony Jakira    | Iona Jakir                   | 14 Armia             |
| dowództwo 45 Dywizji Strzelców |                              |                      |
| ⇒ 133 Brygada Strzelców        |                              | 45 Dywizja Strzelców |
| ⇒ 134 Brygada Strzelców        |                              | 45 Dywizja Strzelców |
| ⇒ 135 Brygada Strzelców        |                              | 45 Dywizja Strzelców |
| ⇒ 139 Brygada Strzelców        |                              |                      |

## Walki pod Krasnem
3 września 17 pułk piechoty mjr. Ignacego Oziewicza wyszedł z podporządkowania 5 Dywizji Piechoty i przeszedł pod rozkazy 6 Dywizji Piechoty. W tym też dniu otrzymał rozkaz zajęcia podstawy wyjściowej do dalszych działań. Nieprzyjaciel uprzedził jednak działania jednostek polskich i uderzył na pozycje I batalionu między Stronibabami a torem kolejowym Krasne – Brody. Natarcie zostało odparte. W Krasnem 17 pp przyjął uzupełnienia i w stanie bojowym liczył 1759 żołnierzy. Jako że znaczną część uzupełnień stanowili byli dezerterzy, jego morale było dość niskie. Przez dwa kolejne dni Krasne ostrzeliwane było przez sowieckie pociągi pancerne, a 5 września na miasto uderzyła 134 Brygada Strzelców. Po całodziennych walkach rozbiła ona I batalion 17 pułku piechoty i opanowała Stronibaby. Także III/17 pp poniósł w walkach na przedmościu poważne straty i wycofał się za Gołogórkę. Cały 17 pułk piechoty wycofał się do dawnych okopów niemieckich na linię Bortków – Skniłów – Firlejówka.

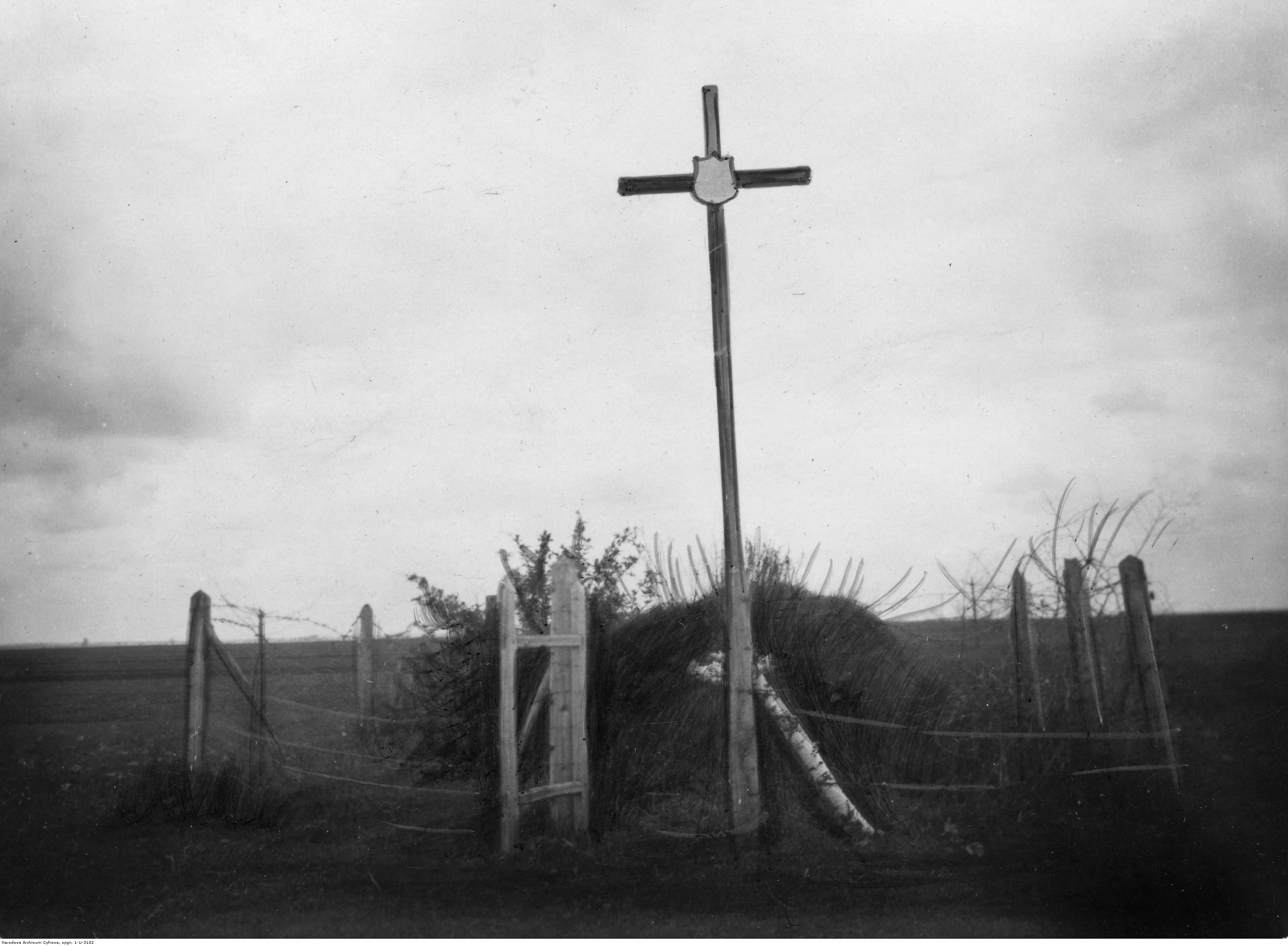
Krasne – mogiła z 1920 roku

6 września kontratakowali Polacy. W kierunku na Stronibaby – Krasne ruszyły 17., 16. i 20 pułki piechoty. 17 pułk piechoty otrzymał rozkaz zajęcia stacji Krasne, Stronibaby i Mogiłki. III batalion, wsparty ogniem artylerii, zajął stację Krasne i współdziałając z I batalionem nacierał dalej na Stronibaby.
Po ciężkich walkach z oddziałami sowieckich 133, 134 i 139 Brygad Strzelców udało się Polakom odzyskać obie miejscowości. Wtedy na oddziały polskie uderzył mały, liczący zaledwie około 50 Kozaków oddział sowieckiej kawalerii. Śmiała szarża na tyły 16. i 17 pułku piechoty spowodowała wybuch paniki w polskich szeregach. Rozbite zostały III/16 pp i II/17 pp, a miejscowości utracone. Zagrożone zostały też tabory 6 Dywizji Piechoty. Dopiero zdecydowany kontratak 20 pułku piechoty ppłk piech. Stanisława Schustera-Kruka zatrzymał atakujących Kozaków.
7 września po raz kolejny uderzyły trzy polskie pułki piechoty. Odzyskano Krasne, nie zdołano natomiast odzyskać Stronibab. 16 pułk piechoty we współdziałaniu z 12 pułkiem zdobył Łysogóry, Rozdołów i Kazimierówkę. W ostatniej miejscowości zajął pozycje i pozostawał tam do dnia 15 września.

## Bilans walk
Ponieważ obie strony poniosły bardzo wysokie straty, walki przerwano, a do połowy września w rejonie Krasnego dochodziło tylko do drobnych utarczek. 16 września ruszyło polskie natarcie. Z rejonu Krasnego ruszyły dwie dywizje: 6 Dywizja Piechoty uderzyła z powodzeniem na Złoczów, a 5 Dywizja Piechoty na Brody.